# Seigneurie d'Adelon
c. 1190 – fin XIIIe siècle
La seigneurie d'Adelon est un des fiefs du royaume de Jérusalem.

## Histoire
L'endroit est appelé Aadloun ou Adloun (latin : Ad Nonum) par les autochtones mais les Francs ont déformé ce nom en Adelon à la fin du XIIe siècle. Il est situé sur la côte méditerranéenne entre Sidon et Tyr, dans l'actuel Liban. Dans l'Antiquité, cet endroit était probablement appelé Ornithonpolis. 
La seigneurie d'Adelon a apparemment été érigée après la troisième croisade ou durant la croisade d'Henri VI du Saint-Empire romain germanique, après que la capitale du royaume de Jérusalem se soit déplacée à Acre. Au moment de la croisade de l'empereur Frédéric II, Adelon possédait une certaine influence.
Il n'est pas déterminé avec exactitude si la seigneurie était un vassal direct du roi de Jérusalem ou du comte de Sidon. 

## Liste des seigneurs
- Adam d'Adelon (c. 1190 - c. 1198)
- Thierry de Termonde de jure uxoris (c. 1198 - 1206)
- Daniel Ier d'Adelon (1206 - après 1225)
- Daniel II d'Adelon (après 1225)
- Pierre d'Avalon (vers 1254)
- Jordanie de Termonde